# Dánszentmiklós
Dánszentmiklós is een plaats (község) en gemeente in het Hongaarse comitaat Pest. Dánszentmiklós telt 2800 inwoners (2007).